# Wilhelm Schneider (Wirtschaftswissenschaftler)
Wilhelm Schneider (* 1965) ist ein deutscher Wirtschaftswissenschaftler und Hochschullehrer.

## Leben
Nach dem Abitur 1984 am Gymnasium Sedanstraße in Wuppertal, einer Ausbildung zum Bankkaufmann sowie praktischer Tätigkeit als Kreditsachbearbeiter  bei der Deutsche Bank AG studierte er Wirtschaftswissenschaften an der Georg-August-Universität Göttingen. Dort legte er 1992 das Examen zum Diplom-Kaufmann ab.
Anschließend wurde er im Jahr 1993 in Göttingen bei Helmut Kurt Weber mit dem Thema „Bewertung von Krediten in der Handelsbilanz der Universalbank“ zum Dr. rer. pol. promoviert, an dessen Lehrstuhl an der Georg-August-Universität Göttingen er auch als Assistent tätig war.
Nach praktischer Tätigkeit als Referent der Finanzanalyse, zuletzt im Range eines Abteilungsdirektors bei der Dresdner Bank AG, erhielt er 2001 einen Ruf als Professor an die Hochschule Bonn-Rhein-Sieg nach Rheinbach. Dort hat er den Lehrstuhl für Betriebswirtschaftslehre, insbesondere für externes Rechnungswesen und für Unternehmensbesteuerung inne.
Seine Lehr- und Forschungsschwerpunkte liegen im Bereich der internationalen Rechnungslegung, der Konzernrechnungslegung, der Unternehmensbewertung, der integrierten Bilanz- und Erfolgsplanung sowie insbesondere der Bilanzanalyse.
Seit 2013 ist er Mitglied der Beschwerdekommission der Agentur für Qualitätssicherung durch Akkreditierung von Studiengängen (AQAS e.V.).
Im Jahr 2020 wurde die Hochschule Bonn-Rhein-Sieg in einer Umfrage des manager magazins als eine der zehn besten Fachhochschulen im Fach Wirtschaftsprüfung ausgezeichnet und erreichte eine "gute" Bewertung, die sie in den Neuauflage der Studien in den Jahren 2022 und 2024 auf "sehr gut" verbessern konnte.